# ضغط الغضروف الحلقي
ضغط الغضروف الحلقي (بالإنجليزية: Cricoid pressure)‏، المعروف أيضا باسم مناورة سيليك (بالإنجليزية: Sellick maneuver)‏، هو تقنية تُستخدَم في التنبيب الرغامي للحد من مخاطر القلس (الارتجاع). وتتضمن التقنية تطبيق الضغط على الغضروف الحلقي في الرقبة، وبالتالي إغلاق المريء الذي يمر خلفه مباشرة.
لا ينبغي الخلط بين ضغط الغضروف الحلقي ومناورة "BURP" (الضغط للخلف ثم الأمام ثم اليمين)، والتي تُستخدم لتحسين رؤية الفك السفلي أثناء تنظير الحنجرة والتنبيب الرغامي، أكثر من استخدامها لمنع الارتجاع، وتتطلب مناورة BURP وجود الطبيب لتطبيق الضغط على الغضروف الدرقي للخلف، ثم لأعلى، وأخيرا نحو يمين المريض.

## التاريخ والتقنية
في عام 1961، قام بريان آرثر سيليك (1918-1996)، وهو طبيب تخدير، بنشر بحث عن استخدام ضغط الغضروف الحلقي للسيطرة على ارتجاع محتويات المعدة أثناء التخدير، وهو اتصال أولي يصف تطبيق الضغط الحلقي للوقاية من الارتجاع. وتتضمن هذه التقنية تطبيق الضغط الخلفي على الغضروف الحلقي بقوة تصل إلى 20-44 نيوتن لإغلاق المريء، ومنع شفط محتويات المعدة أثناء التخدير، وفي إنعاش ضحايا الطوارئ عند تأخر أو عدم إمكانية التنبيب. ويعتقد البعض أن الضغط الحلقي في الأطفال، وخاصة حديثي الولادة، يحسن من رؤية لسان المزمار، ويساعد في تنبيب القصبة الهوائية بعيدا عن دورها الكلاسيكي في التنبيب المتتابع السريع للوقاية من الشفط.

## الاستخدام

### التنبيب المتتابع السريع
قد استُخدِم الضغط الحلقي على نطاق واسع خلال التنبيب المتتالي السريع لما يقرب من خمسين عاما، على الرغم من عدم وجود أدلة مقنعة لدعم هذه الممارسة. وكانت المقالة الأولية من قِبَل سيليك مبنية على حجم عينة صغير في وقت كان فيه حجم المد الكبير، وتوجيه الرأس للأسفل، والتخدير بالباربيتورات هي القاعدة. وابتداءً من عام 2000، تراكمت مجموعة كبيرة من الأدلة التي تشكك في فعالية الضغط الحلقي، وقد يقوم ذلك التطبيق بتغيير مكان المريء بدلاً من ضغطه كما وصفه سيليك.
قد يضغط الضغط الحلقي أيضًا على لسان المزمار، مما قد يعيق رؤية الحنجرة أثناء التنظير، مما يؤدي إلى تأخر تأمين مجرى الهواء. ويعتقد بعض الأطباء أنه يجب التخلي عن استخدام الضغط الحلقي بسبب عدم وجود دليل علمي على الفائدة والمضاعفات المحتملة.

### منع تسرب الغاز إلى المعدة
هذه التقنية مهمة أيضا في إمكانية منع تسرب الغاز إلى المعدة. وخلصت دراسة إلى أن الاستخدام الملائم للضغط الحلقي يمنع تسرب غاز المعدة أثناء إدارة مجرى الهواء عبر قناع يصل إلى 40 سم ماء للرضع والأطفال. وهناك فائدة أخرى لضغط الغضروف الحلقي في مرضى الشلل الذين يحدث لهم انتفاخ معوي عند ضغوط نفخ أقل.

## جدال
يعتبر الضغط الحلقي الأمامي هو معيار الرعاية أثناء التنبيب السريع المتتالي لسنوات عديدة. وأيدت جمعية القلب الأمريكية، حتى تحديث العلوم لعام 2010، استخدام الضغط الحلقي أثناء الإنعاش باستخدام جهاز القناع الصمامي، وأثناء التنبيب الرغامي الفموي الطارئ. وتم الآن تثبيط استخدام الضغط الحلقي أثناء التنبيب الروتيني لضحايا السكتة القلبية.
غالبا ما يتم تطبيق الضغط الحلقي بشكل غير صحيح، وقد يغير محل المريء للجانب، بدلاً من ضغطه كما وصفه سيليك، وأظهرت عدة دراسات درجة معينة من انضغاط لسان المزمار، وانخفاض حجم المد، وزيادة ضغوط الذروة.
إن الاقتراح الأولي للضغط الحلقي كإجراء إكلينيكي مفيد، واعتماده لاحقًا باعتباره العمود الفقري لسلامة المريض وانحداره الحالي إلى عدم الرضا يمثل مثالًا تقليديًا على الحاجة إلى الطب القائم على البينة وتطور الممارسة الطبية.

## الآثار الجانبية
مثل جميع التقنيات، يمتلك الضغط الحلقي دواعي استخدام، وموانع، وآثار جانبية. فهو مرتبط بالغثيان والقيء، وقد يتسبب في تمزق المريء، ويمكنه أيضًا جعل التنبيب الرغامي والتهوية صعبا أو مستحيلا. ويمكن لقوة الضغط الأكبر من 40 نيوتن جعل التنبيب الرغامي صعبا. وقد يغير موضع المريء، ويجعل التنفس باستخدام قناع الوجه أو القناع الحنجري أكثر صعوبة، ويتداخل مع وضع القناع الحنجري وتقدم أنبوب القصبة الهوائية، كما يغير من التصوير الحنجري بواسطة منظار القصبات المرن. ومع ذلك، وجد باحثون آخرون أن الضغط الحلقي لا يُزيِد من معدل التنبيب الفاشل.